# Erwin Panofsky

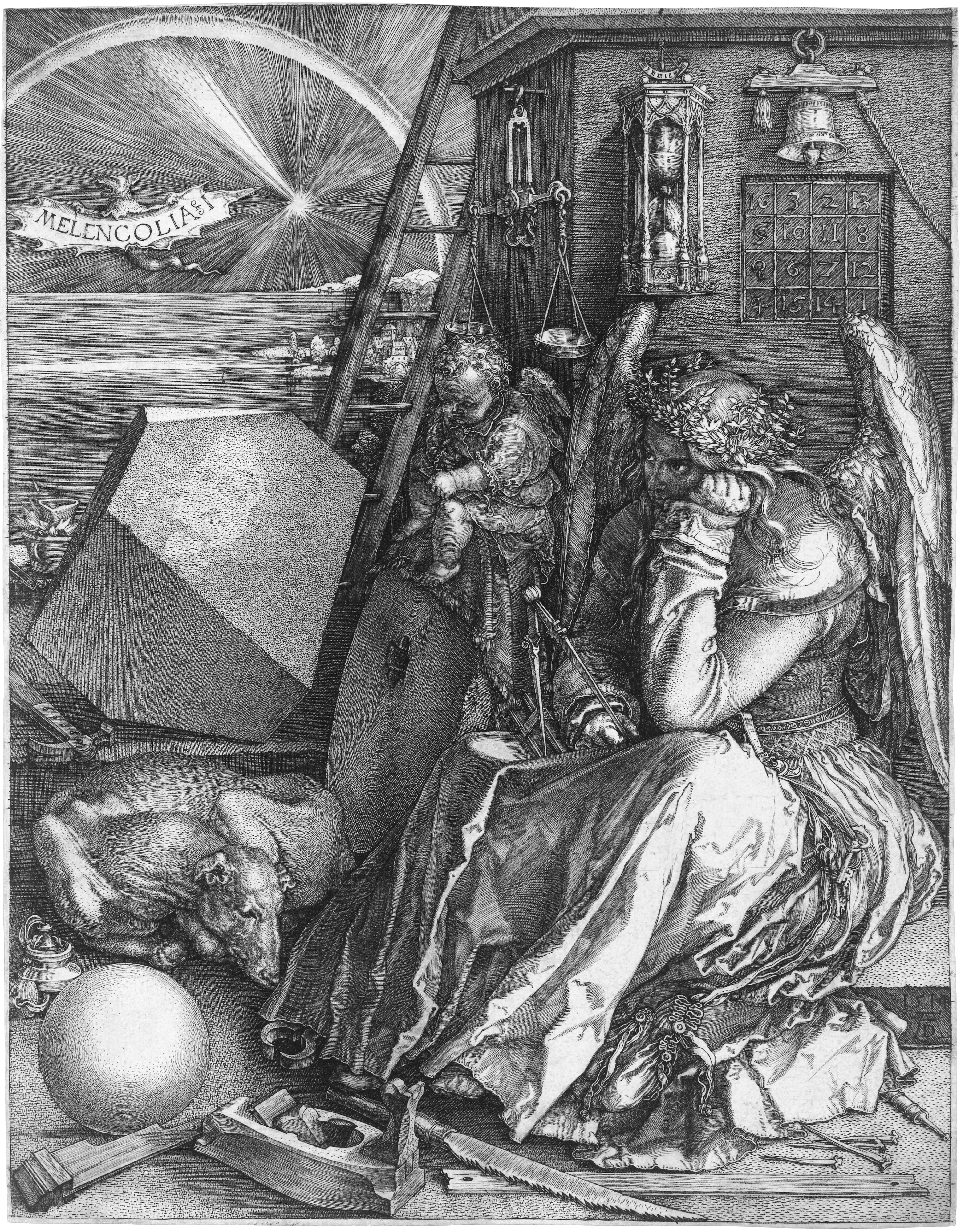
Melencolia I (1514) door Albrecht Dürer

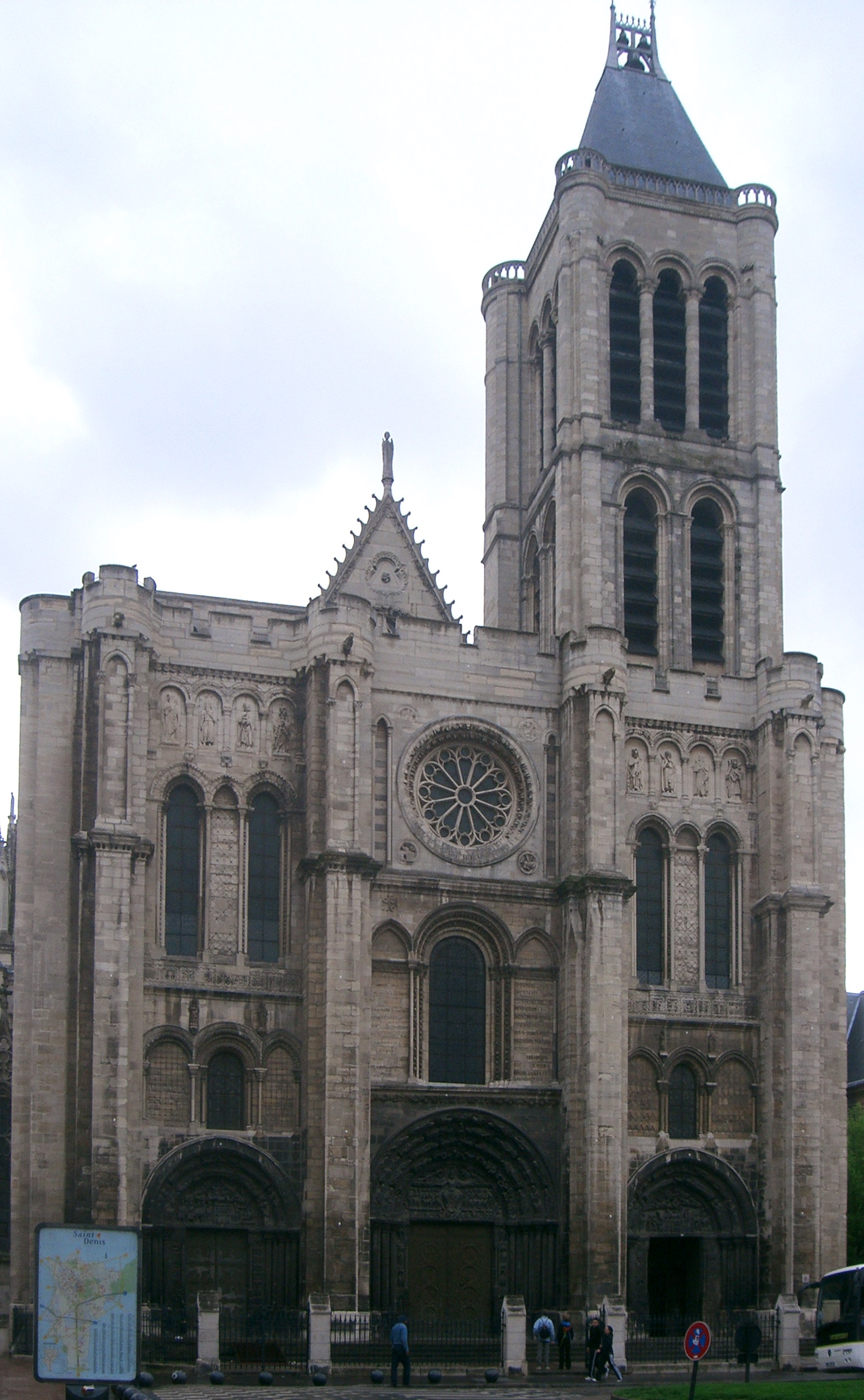
Façade van de basiliek van St.-Denis

Erwin Panofsky (Hannover, 30 maart 1892 - Princeton (New Jersey) (VS), 14 maart 1968) was een vooraanstaand 20e-eeuws Duits-Amerikaans kunsthistoricus. Hij groeide op in Duitsland en woonde en werkte het grootste deel van zijn leven in Amerika. Panofsky droeg vooral bij aan de studie van de iconografie van de middeleeuwen, de renaissance, het maniërisme en de barok. Zijn werk op dat gebied, waaronder Studies in Iconology: Humanistic Themes in the Art of the Renaissance (1939) en The Life and Art of Albrecht Dürer (1943), is nog steeds bijzonder invloedrijk. Panofsky (die bevriend was met de Utrechtse kunsthistorici Jan Gerrit van Gelder en William Heckscher) ontving zijn eerste eredoctoraat van de Universiteit Utrecht. In 1954 werd hij buitenlands lid van de Koninklijke Nederlandse Akademie van Wetenschappen. 

## Leven en werk
Panofsky ging na zijn middelbare school rechten studeren, maar zijn interesses bleken elders te liggen. Hij nam al op 19-jarige leeftijd deel aan de academische prijsvraag Die theoretische Kunstlehre Albrecht Dürers, waarvoor hij bekroond werd. Dit was de start van zijn carrière als kunsthistoricus. In Duitsland studeerde hij aan verschillende universiteiten: Berlijn, München, Freiburg. Hij promoveerde in 1914 aan de Universiteit van Freiburg en trouwde in 1916 met zijn studiegenote Dora Mosse.
Na diverse studies gevolgd te hebben ging hij naar Hamburg, waar hij van 1920 tot 1933 docent was aan de universiteit. In deze periode schreef hij zijn eerste werken over kunstgeschiedenis. In 1924 kwam IDEA: Ein Beitrag zur Begriffsgeschichte der älteren Kunsttheorie  uit en niet veel later, in 1927, werd Die Perspektive als symbolische Form uitgegeven (beide werken verschenen later ook in een Engelse vertaling). In 1933 ging hij (hij was van Joodse komaf) naar de Verenigde Staten vanwege het opkomend nationaalsocialisme. Ook daar ging hij als docent aan de slag, aan de prestigieuze New York University. Een jaar later gaf hij daarnaast les aan Princeton University en werd in 1935 medewerker van het prestigieuze Institute for Advanced Study, waarvoor hij ook zijn Nederlandse collega Jan Gerrit van Gelder uitnodigde. Panofsky werd eveneens lid van The American Academy of Arts and Sciences en The British Academy. Tevens werd hij Charles Eliot Norton Professor of Poetry aan Harvard University gedurende 1947-1948.
Panofsky werd bekend door zijn werk over symbolen en de betekenis ervan in de beeldende kunst. Zijn bekendste werk op dat terrein is: Studies in Iconology.
De kunsthistoricus Michael Ann Holly schreef: "Contemporary art history in large part depends upon the methodological vision of Erwin Panofsky."
De schilder en kunstcriticus Diederik Kraaijpoel heeft waardering voor Panofsky's pogingen om met formalistische middelen de kwaliteit van een kunstwerk te benoemen. Naast lof, kreeg Erwin Panofsky ook kritiek op zijn manier van denken en werken. Volgens critici bekommerde hij zich te veel om de achterliggende betekenissen van kunst. Hij zou te veel bezig zijn geweest met het ontcijferen van symbolen en interpreteren van betekenissen, waardoor hij vaak de formele kwaliteiten van kunst uit het oog verloor.

### Studies in Iconology
Panofsky had al veel geschreven over iconografie, maar in 1939 dacht hij een coherent systeem uit, dat hij uitbracht met zijn boek Studies in Iconology. In dit boek analyseert Panofsky de ideeën en kenmerken van de renaissance en tracht hij deze in verband te brengen met zowel classicistische als middeleeuwse gebruiken. Daarin legt hij zijn idee uit over hoe kunstgeschiedenis begrepen moet worden: "There are three levels of meaning or subject matter present in every visual image."
Hij noemt de drie onderdelen:
- the pre-iconographical description (elementaire waarden: optische en tastbare zaken);
- the iconographical analysis (figuratieve waarden: diepte/oppervlak); en
- the iconological interpretation (compositorische waarden; verwijzingen).[20]

Voor Panofsky was het belangrijk dat iemand die een kunstwerk uit de renaissance bestudeerde, dit deed terwijl hij deze drie lagen in het achterhoofd hield. Volgens hem moest een kunsthistoricus zich afvragen: "Wat heeft dit individuele kunstwerk betekend in zijn eigen tijd?".

### Gothic Architecture and Scholasticism
Gothic Architecture and Scholasticism werd in 1951 gepubliceerd. Panofsky probeert hierin aan te tonen dat de architectonische stijl en structuur van de gotiek veel zichtbare en tastbare parallellen met de scholastieke vorm van denken vertoont. Hij beschrijft de samenhang tussen de ontwikkeling van Gotische architectuur en de groei van scholastische filosofie. Het boek bevat ook kritiek op o.a. Gotische architecten wier werken te weinig harmonisch zijn. Dit boek had veel invloed, zowel in de kunstgeschiedenis als in de geestesgeschiedenis.

### Geschriften van Abt Suger over Saint-Denis
In 1144 liet Abt Suger (1081-1151) de basiliek van Saint-Denis verbouwen. De basiliek staat bekend als het vroegste voorbeeld van de gotiek. Suger schreef een aantal teksten van architectonisch en kerkhistorisch belang over deze kerk. Ruim 800 jaar later, in 1954, bracht Erwin Panofsky vertalingen van delen van deze geschriften uit, aangevuld met eigen aantekeningen. Dit waren de eerste vertalingen van Sugers geschriften over Saint-Denis. Het zijn tweetalige edities met de oorspronkelijke Latijnse tekst en de vertaling van Panofsky ernaast. Panofsky vertaalde drie teksten:
- De Rebus in Administratione sua Gestis (“Over de tot stand gebrachte zaken tijdens zijn bewind”);
- Libellus Alter De Consecratione Ecclesiae Sancti Dionysii (“Over de wijding van de Kerk van Saint-Denis”);
- Ordinatio A.D. MCXL vel MCXLI Confirmata (“Verordening vastgesteld AD 1140 of 1141”).

Panofsky prees Suger omdat hij zijn bedoelingen met de verbouwing van Saint-Denis uitvoerig beschreef. Bovendien presenteerde Suger volgens Panofsky een coherente theorie van de kerkarchitectuur. Met deze geschriften beschikken we, zegt hij, over "een ontwerptheorie die een sleutelmoment in de architectuurgeschiedenis verklaart". Volgens een theorie van Panofsky heeft Suger deze teksten geschreven om zijn ideeën te kunnen verantwoorden tegenover de cisterciënzerorde, geleid door Bernard van Clairvaux.
Het boek bevat tal van illustraties van St.-Denis.
Er is kritiek gekomen op Panofsky's interpretatie van Suger en Saint-Denis. Enkele auteurs vinden de geschriften van Suger niet goed genoeg om ze, zoals Panofsky deed, als traktaten te beschouwen. Ze zijn van oordeel dat deze geschriften eerder tot het genre van de abdijkroniek behoren.
Bovendien zijn de chronologie van de bouw en de exacte data van de publicatie van de teksten onduidelijk. Door de complexe bouwgeschiedenis van de kerk is er geen zekerheid over wat er precies wanneer gebouwd werd.

## Werken
- Idea: A Concept in Art Theory (1924)
- Perspective as Symbolic Form (1927)
- Studies in Iconology: Humanist Themes in the Art of the Renaissance (1939)
- The Codex Huyghens and Leonardo da Vinci’s Art Theory (1940)
- The Life and Art of Albrecht Dürer (1943)
- Gothic Architecture and Scholasticism (1951)
- Early Netherlandish Paintings  (1953)
- Galileo as a Critic of the Arts (1954)
- Meaning in the Visual Arts (1955)
- Pandora’s Box: the Changing Aspects of a Mythical Symbol (1956, met Dora Panofsky)
- Renaissance and Renascences in Western Art (1960)
- Correggio's Camera di San Paolo (1961)
- Tomb Sculpture (1964)
- Problems in Titian, mostly iconographic (1969)

### Nederlandse vertalingen
- Iconologie. Thema's en symboliek bij de renaissanceschilders (Aula-boeken 437, vert. Casper de Jong), Utrecht: Het Spectrum 1970 (vert. van Studies in Iconology, ed. 1962). Tweede editie onder de titel Iconologische studies. Thema's uit de Oudheid in de kunst van de Renaissance. Nijmegen: SUN, 1984.